# Serpotortella cyrtophylla
Serpotortella cyrtophylla là một loài rêu trong họ Serpotortellaceae. Loài này được (Besch.) W.D. Reese & R.H. Zander mô tả khoa học đầu tiên năm 1987.